# 圣杯海龙属
圣杯海龙属（学名：Cylix）为海龙鱼科的一个属。属名Cylix，拉丁语为“圣杯”，以首个发现物种Cylix tupareomanaia冠上的杯状骨骼结构似圣杯而命名。

## 下属物种
本属包括以下物种：
- 圣杯海龙 Cylix tupareomanaia Short, Trnski & Ngātiwai, 2021，发现于新西兰Northland海岸[2]